# (4517) Ralpharvey
(4517) Ralpharvey est un astéroïde de la ceinture principale.

## Description
(4517) Ralpharvey est un astéroïde de la ceinture principale. Il fut découvert le 30 septembre 1975 à l'observatoire Palomar par Schelte J. Bus. Il présente une orbite caractérisée par un demi-grand axe de 2,16 UA, une excentricité de 0,17 et une inclinaison de 4,2° par rapport à l'écliptique.

## Compléments